# Joaquín Postigo
Joaquín Postigo (La Plata, provincia de Buenos Aires, 27 de noviembre de 2003) es un futbolista argentino. Juega de volante y su equipo actual es Quilmes, de la Primera Nacional.

## Carrera

### Quilmes
El nacido en La Plata comenzó su carrera juvenil en Everton de dicha ciudad. En 2020 llegó a Quilmes con edad de quinta división. Un año más tarde sería campeón con el Cervecero del campeonato de Tercera, venciendo a Ferro Carril Oeste en la final.
A nivel profesional, tendría su primera aparición el 8 de octubre de 2022, siendo convocado al banco de suplentes del encuentro ganado por 1 a 0 ante Deportivo Maipú. Su debut llegaría el 5 de junio de 2023, ingresando a los 25 minutos del segundo tiempo por Julián Bonetto, en la victoria 0-1 contra Racing de Córdoba. Tres meses más tarde, el 10 de septiembre, convirtió uno de los cuatro tantos en la goleada frente a Chaco For Ever por 0-4, siendo éste su primer gol a nivel profesional.

## Estadísticas

### Clubes
- Actualizado hasta el 12 de julio de 2025.

| Quilmes Argentina | 2.ª                 | 2022                | 0  | 0 | 0 | 0 | - | - | 0  | 0 | 0    |
| Quilmes Argentina | 2.ª                 | 2023                | 9  | 1 | - | - | - | - | 9  | 1 | 0.11 |
| Quilmes Argentina | 2.ª                 | 2024                | 18 | 1 | 0 | 0 | - | - | 18 | 1 | 0.06 |
| Quilmes Argentina | 2.ª                 | 2025                | 11 | 1 | 2 | 0 | - | - | 13 | 1 | 0.08 |
| Quilmes Argentina | Total club          | Total club          | 38 | 3 | 2 | 0 | - | - | 40 | 3 | 0.08 |
| Total en su carrera | Total en su carrera | Total en su carrera | 38 | 3 | 2 | 0 | - | - | 40 | 3 | 0.08 |
| (1) Las copas nacionales se refiere a la Copa Argentina y a la Copa de la Liga Profesional. (2) Las copas internacionales se refiere a la Copa Libertadores y a la Copa Sudamericana. (3) Media de goles por encuentro. No incluye goles en partidos amistosos. |                     |                     |    |   |   |   |   |   |    |   |      |